# Ophiocarpus aitchisonii
Ophiocarpus aitchisonii là một loài thực vật có hoa trong họ Đậu. Loài này được (Baker) Podlech mô tả khoa học đầu tiên.